# Проектор
Прое́ктор, проекционный аппарат — изображающий или неизображающий оптический прибор, предназначенный для создания действительного изображения объектов на рассеивающей поверхности, служащей экраном. Изображение, создаваемое проектором, в большинстве случаев предназначено для одновременного рассматривания многими наблюдателями.:223 Проектор — неизображающий прибор отличается от проектора — изображающего прибора несовершенством создаваемого изображения (или источника света). Конструкции проекторов относятся одновременно к областям оптической техники и светотехники.:5

## История
Первоначально назывался проекционный фонарь. В 1550 году Джероламо Кардано была описана конструкция с вогнутым зеркалом и двояковыпуклой линзой для проекции пейзажа на стену закрытого помещения. На рубеже XVI-XVII веков подобные конструкции получили широкое распространение. Проекционный прибор был изобретен в 1646 году Афанасием Кирхером.:20

## Светотехника
Проектор дает яркое изображение слайда, его можно рассматривать как усилитель яркости изображения. Картина на экране возникает за счет различий в освещенности. Древнейшей формой применения этого принципа в искусстве был театр теней.
Световой пучок, который пронизывает диапозитив, должен целиком попасть в объектив. Для этого луч света от лампы должен идти сходящимся пучком, в который помещают диапозитив. Сходящийся пучок получают с использованием линзовых или зеркальных конденсоров.:8 Объектив позволяет создать четкое изображение определенного размера и на определенном расстоянии.:13 В проекционных телевизорах яркое телевизионное изображение с экрана кинескопа проецируется на большой экран с помощью проекционного объектива.

## Световой прибор
Проектор, наряду с прожектором и светильником, относится к трем основным видам осветительных приборов. К осветительным приборам относятся как технологические, так и экранные проекторы. Основной характеристикой, отличающей проекторы от прожекторов и светильников является степень и характер концентрации светового потока лампы в пучке прибора.:27
Предназначенный для проецирования на экран прибор (если не имеет специального названия) называется проектором. Осветительный прибор, который направляет фокальные лучи в одну точку на оптической оси системы, также называется проектором. Он может использоваться как часть аппарата, предназначенного для создания изображения на экране. Осветительный прибор в этом случае используется для концентрации светового потока на рисунке или диапозитиве, отображаемого объективом на экране. Технологические проекторы (концентраторы) используются для лучистого нагрева объектов, например испарения жидкостей, плавки металла, накачки лазеров.:25
В проекционных осветительных приборах используются отражающие оптические системы, концентрирующие световой поток в объеме на участке оптической оси, что позволяет создать высокую плотность излучения. Аналогичный принцип работы имеют оптические печи, гелиостаты и другие технологические концентраторы, не содержащие сами источника света и поэтому не являющиеся осветительными приборами.:114 Проекторы могут иметь составную отражающую оптическую систему, где свет переотражается от нескольких отражателей. Также существуют оптические печи — осветительные приборы с лампами.:116 При использовании только отражателей не удается получить высокую равномерность светового пятна. Дополнительно используются линзы, растровые пластины, стеклянные стержни, световоды.:129
Для технологических проекторов, использующих лампы, применяются эллипсоидные отражатели.:129 Для гелиоконцентраторов — параболоидные, конические, тороидальные, составные из отдельных плоских зеркал.

### Оптико-механические приборы
- Планетарий — проектор, позволяющий проецировать на куполообразный экран изображения различных небесных тел, а также моделировать их движение.
- Оптическая ячейка, проекционное табло[19]:74 — расположенные в одном корпусе экран и несколько независимых проекционных систем, каждая из которых может проецировать на один и тот же экран свою цифру, знак или фон для знака.[19]:65 Оптические системы могут использовать различные участки одного диапозитива.[19]:77

### Эффект-проекторы
Диапроектор с насадками для эффектов (effects projector) — проекционный прибор с оптикой, предназначенный для равномерного освещения диапозитивов, или с объективом для четкой передачи деталей.:845-30-052
Эффект-проекторы (effect projector) используются для создания оптических эффектов. Оптические эффекты создаются путем проецирования петли кинопленки, вращающихся дисков или прочими средствами.

#### Профильные прожекторы
Прожектор с резким пятном (profile spotlight) — прожектор, дающий световой пучок с резко очерченными границами, причем форма пучка может изменяться с помощью диафрагм, жалюзи или силуэтных экранирующих масок.:845-30-051
Профильные прожекторы применяются для создания световых эффектов с использованием проекции. Профильные прожекторы имеют линзовый или зеркальный конденсор и однолинзовый или многолинзовый объектив.:112 Изображение формируется с помощью заслонок, диафрагм, гобо.:111 При использовании театрального светового оборудования распространена практика добавления к прожекторам дополнительных линз и масок для использования того же оборудования в качестве проектора.:202 Гобо — специальные слайды-маски как для профильных прожекторов, так и для транспарантных проекций.:345 Гобо (gobo) является акронимом «GOes Before Optics» — «идет перед оптикой». В случае с транспарантными проекциями также называются теневыми диапозитивами.:208
В конце XIX века для проецирования на стены домов в вечернее время рекламы и новостей использовались волшебные фонари.:128 В волшебных фонарях XIX века использовались как круглые, так и квадратные слайды. При этом значительное количество раскрашенных вручную цветных слайдов были круглыми.:161 В настоящее время гобо-проекторы могут использоваться на пешеходных переходах для проекции дорожной разметки. При этом наличие проекции не исключает нанесение разметки краской, а дублирует её в темное время суток и плохую погоду. Гобо-проекторы используются для проекции счета на фасады высотных жилых башен, расположенных рядом со стадионом «Гронинген» в Нидерландах.
Гобо может быть металлическим, стеклянным (монохромным, цветным, с фотоизображением), пленочным с охлаждением.:117

#### Транспарантная (теневая) проекция
Транспарантная (или теневая) проекция не использует объектива, при этом она дает нерезкое, размытое изображение.:27
Плоский непрозрачный экран с вырезом, позволяющий ограничить доступ световых лучей к части кадра при проецировании называется маска.
В теневой проекции могут быть использованы только графические или контурные маски, в отличие от диапроекции, где возможны светотеневые переходы.:30 Маска может быть вырезана из металла или выпилена из фанеры, выполнена из стекла с краской или наклеенной бумагой.:345 Маска, выполненная из непрозрачного материала является силуэтом.:346 Проекции, в которых между экраном и источником света располагается предмет или человек, также называются транспарантными.:332 Для увеличения резкости при транспарантной проекции нужно уменьшать размер источника света и приближать маску к экрану,:27 увеличивать размер маски.:28 Размытая проекция может быть необходима в соответствии с художественным замыслом. Транспарантные проекции с сильно размытыми контурами применяются в светомузыке.:346 В транспарантных проекциях могут использоваться несколько источников света, они могут включаться и выключаться, источник света может перемещаться.:347
Возможно различное расположение экрана и оси между источником света и маской. В случае, если экран перпендикулярен — будет точно воспроизведена форма предмета: силуэт.:346
Транспарантная проекция позволяет получать теневые изображения не только плоских предметов, но и объемных. Аппарат для транспарантной проекции может иметь простое устройство. Для работы достаточно корпуса, экрана и лампы. Между лампой и экраном помещают маску.:29
Если подсвеченное изображение расположено непосредственно на экране, используется термин транспарант,  а не транспарантная проекция.:81 Для изменения видимости декораций-транспарантов в театре и киноматографе используют транспарантное освещение.:52

## Оптический прибор
- Диаскопический проекционный аппарат — изображения создаются при помощи диапроекции, то есть лучей света, проходящих через прозрачный носитель с изображением[29][30]. Это самый распространённый вид аналоговых проекционных аппаратов. К ним относят такие приборы как: кинопроектор, диапроектор, фильмоскоп, фотоувеличитель, проекционный фонарь, кодоскоп и др.
- Эпископический проекционный аппарат — создаёт изображения непрозрачных предметов путём эпипроекции, то есть проецирования отражённых лучей света[31][30]. К ним относятся эпископы, мегаскоп.
- Эпидиаскопический проекционный аппарат (эпидиаскоп) — универсальный аппарат, пригодный для проекции изображения как прозрачных, так и непрозрачных объектов, то есть как для диапроекции, так и для эпипроекции[32][30].
- Лазерный проектор — выводит изображение с помощью лазерного луча.
- 3D-проектор — воспроизводит объёмное изображение. Как правило лазерный.

### Мультимедийные проекторы
- Мультимедийный проектор (также используется термин «Цифровой проектор») — с появлением и развитием цифровых технологий это наименование получили два, вообще говоря, различных класса устройств:
  - На вход устройства подаётся видеосигнал в реальном времени (аналоговый или цифровой). Устройство проецирует изображение на экран. Возможно при этом наличие звукового канала.
  - Устройство получает на отдельном или встроенном в устройство носителе или из локальной сети файл или совокупность файлов (слайдшоу) — массив цифровой информации. Декодирует его и проецирует видеоизображение на экран, возможно, воспроизводя при этом и звук. Фактически, является сочетанием в одном устройстве мультимедийного проигрывателя и собственно проектора.

Название «цифровой проектор» связано прежде всего с обычным ныне применением в таких проекторах цифровых технологий обработки информации и формирования изображения. До появления цифровых технологий телевизионный аналоговый сигнал проецировался с помощью аналоговых проекторов телевизионного сигнала.
- CRT-проектор — аналоговое устройство, в котором изображение создаётся на экране трёх электронно-лучевых трубок, затем проецируется на экран тремя объективами.

- Проектор с модуляцией света на масляной плёнке — разновидность «светоклапанных» пассивных систем. Аналоговое электронно-лучевое и оптическое устройство, рассчитанное на управление мощным световым потоком для создания изображения на экране большого размера. На основе серийно выпускавшейся системы «Эйдофор» был, в частности, реализован первый большой телевизионный экран (чёрно-белый) Центра управления космическими полётами СССР.[33]

Принцип действия проектора с модуляцией света заключается в том, что поток света падает последовательно на два поглощающих свет растра, между которыми находится масляная плёнка на зеркальной поверхности. Если масляная плёнка не возмущена, свет оказывается задержан обоими растрами и экран совершенно чёрный. Масляная плёнка помещается внутрь электронно-лучевой трубки, которая и формирует на ней распределение заряда в соответствии с поступающим видеосигналом. Распределение заряда, в сочетании с приложенным к зеркалу потенциалом, порождает возмущение поверхности плёнки. Проходя через этот участок плёнки, световой поток проходит мимо второго растра и попадает на экран в соответствующую точку.
Преимущество проектора такого типа состоит в практическом отсутствии ограничения на мощность светового потока, так как сам управляемый элемент не поглощает управляемой части светового потока, а паразитное поглощение легко компенсируется охлаждением металлического зеркала, на котором находится плёнка. Охлаждать же следует только два поглощающих растра и лампу. На практике, были достигнуты световые потоки в 50 000 лм.
Недостатком является то, что наибольший достижимый световой поток составляет менее половины светового потока лампы, даже при максимальной яркости кадра.
Цифровые проекторы:
- Цифровой кинопроектор
- Жидкокристаллический проектор
- DLP-проектор
- LCOS-проектор
- Светодиодный проектор
- Пико-проектор